# Pteris nevillei
Pteris nevillei är en kantbräkenväxtart som beskrevs av Bak. Pteris nevillei ingår i släktet Pteris och familjen Pteridaceae. Inga underarter finns listade.